# Berliet VK
Der Berliet VK, war ein PKW-Modell des Fahrzeugherstellers Berliet in Lyon aus den 1920er Jahren, welches wegen der Motorisierung auch der Modellreihe Berliet 18HP zugerechnet wird.

## Geschichte
Das Fahrzeug erhielt seine allgemeine Betriebserlaubnis im März 1923. Es wurde erstmalig zum Pariser Autosalon im Oktober 1923 ausgestellt, ein letztes Mal im Oktober 1925. Offenbar lief die Produktion daher im Laufe des Jahres 1926 aus.

## Technik
Der Berliet VK hatte einen wassergekühlten Vierzylindermotor mit Kopfventilen vom Typ MH und einer Bohrung von 95 und Hub von 140 mm, also einem Hubraum von 3958 cm³. Steuerlich war das Auto mit 18 CV fiscaux eingestuft, die bei 1600/min. abgegebene effektive Leistung ist nicht überliefert. Es gab das Fahrzeug mit normalem (3,585 m) und langem (3,735 m) Radstand, der Preis 1923 betrug für das normale Fahrgestell 42.500 französische Franken, für das lange Fahrgestell 1000 Franken mehr. Dieser Typ wurde nur als Chassis verkauft, die Karosserie musste sich der Kunde bei einem Karosseriebauer seiner Wahl bestellen.
Das Getriebe hatte vier Vorwärtsgänge und einen Rückwärtsgang. Der Antrieb erfolgte über eine Kardanwelle auf die Hinterachse. Das Fahrzeug hatte Rechtslenkung, das Gewicht einschließlich Karosserie wird mit 2200 kg angegeben.

## Varianten
Ab August 1925 hieß das Fahrzeug Berliet VKS. Worin sich beide Varianten unterschieden, ist den Quellen nicht zu entnehmen. Bellu nennt das Fahrzeug nach wie vor Berliet VK, gibt lediglich für die lange Variante einen Radstand von 3,73 statt bisher 3,736 m an. Der Preis war mittlerweile inflationsbedingt für das nackte Chassis auf 49.000 Franc geklettert.
In den Akten des Hauses Berliet gibt es weiterhin Angaben zu einem PKW Berliet VKB, der seine allgemeine Betriebserlaubnis am 28. Juni 1927 erhielt. Er hatte den gleichen Motor wie der Berliet VK, indessen betrug die Drehzahl 1800/min, die steuerlich relevante Leistung 23 CV. Das bloße Fahrgestell ohne Karosserie wog 2090 kg. Das Auto ist sonst nirgends erwähnt, insbesondere nicht bei Bellu, der sonst alle auf dem jeweiligen Pariser Salon ausgestellten PKW beschreibt. Wahrscheinlich handelte es sich daher um einen Prototyp, der nicht in Serie gebaut wurde. Statt seiner ging bei Berliet der Berliet VRB 20CV mit 4,1-Liter Sechszylindermotor in Serie, der offenbar gegenüber dem Vierzylinder-Typ VKB als zeitgemäßer empfunden wurde.
Die Lieferwagen- und Lkw-Varianten Berliet VKE, Berliet VKF und Berliet VKR sind gesondert behandelt.